# Max Shachtman
Max Shachtman, né le 10 septembre 1904 à Varsovie, mort le 4 novembre 1972 à Floral Park, est un théoricien marxiste américain, qui est progressivement passé du trotskisme à la social-démocratie.
Il joua un rôle important au sein du mouvement trotskyste international et dans la presse partisane avant de se faire exclure en 1940 du Socialist Workers Party (SWP). Devenant alors leader du Workers Party (en) (WP, Parti des travailleurs), renommé Ligue socialiste indépendante, il critiqua la bureaucratie, assimilant l'URSS à un « collectivisme bureaucratique ». Mais Schatchman évolua de plus en plus vers la droite, et annonça en 1958 la dissolution de la Ligue pour rejoindre le Parti socialiste d'Amérique (SP). Il finit par refuser d'exiger le retrait des États-Unis du Viêt Nam ou de condamner l'invasion de la Baie des Cochons, ce qui l'éloigna de la plupart de ses camarades tandis que le reste de ses partisans réussit à prendre, l'année même de sa mort, le contrôle du Socialist Party.

## Entre-deux-guerres
Né dans une famille juive, il arrive aux États-Unis à l'âge d'un an, il rejoint en 1921 (à 17 ans) le Conseil ouvrier, un groupe mené par J.B. Salutsky et Alexander Trachtenberg qui, malgré quelques critiques, décide de fusionner dans le Parti communiste des États-Unis. À la tête du journal de l'International Labor Defense, une organisation juridique de défense des droits et libertés, il milite pour la libération des anarchistes Sacco et Vanzetti, condamnés à mort pour un braquage qu'ils nient avoir commis.
En 1928, Shachtman, qui avait réussi à se faire élire au comité central, est exclu du Parti aux côtés de James P. Cannon, accusé de trotskysme, et fonde la Ligue communiste d'Amérique (Communist League of America, CLA). Shachtman devient alors responsable du journal The Militant (en). En 1930, il voyage en Europe, et devient le premier Américain à rendre visite à Trotsky, alors en exil sur l'île de Prinkipo (près d'Istanbul). En avril 1930, il participe à la première conférence internationale de l'Opposition de gauche organisée par Trotsky, et siège à son bureau international en tant que représentant de la CLA. Alors que Cannon dirigeait la Ligue, Shachtman était chargé de ses relations internationales. Il traduisit par ailleurs les œuvres de Trotsky et aida à construire la maison de presse trotskyste Pioneer Press (en).
Proche au sein de la CLA des jeunes militants intellectuels Martin Abern, Albert Glotzer et Maurice Spector, Schatchman entra en conflit avec Cannon et Trotsky dès 1932. L'intervention de Trotsky en 1933 réussit cependant à éviter que le conflit ne s'envenime, et Schatchman continua à travailler au sein de la Ligue.
La même année, Shachtman publia un document interne, Communism and the Negro Question, sur la question noire. Contrairement à Trotsky, qui considérait l'émancipation des Noirs et le black nationalism comme une première phase dans la participation des Afro-américains au mouvement socialiste, Schatchman posa les bases de la doctrine de l'intégrationnisme révolutionnaire (en) (revolutionary integrationism). Celui-ci refusait de considérer les Afro-américains en tant que « nation » distincte, et préconisait la lutte pour leur émancipation au sein d'organisations révolutionnaires mixtes.
Il voyage à nouveau en Europe en 1933 avec Albert Glozer, rencontrant Trotsky en France ainsi que des trotskystes britanniques tels que Reg Groves. L'année suivante, Schatchman écrivit de nombreux articles pour The Organizer lors de la grève des Teamsters de Minneapolis en 1934 (en) dans laquelle la Ligue eut un rôle moteur. Après la fusion de 1935 avec l'American Workers Party, créant le Workers Party of the United States (en), Schatchman fut à nouveau chargé de l'organe du parti, le New International (en). Il écrivit ensuite une brochure sur les procès de Moscou et traduit plusieurs ouvrages de Trotsky.
Avec James Cannon, il soutint l'« entrisme à drapeaux déployés » au sein du Parti socialiste d'Amérique (SP), puis, après l'exclusion de 1937, devint l'un des cadres dirigeants du nouveau Parti socialiste des travailleurs (SWP). En mars 1938, il voyagea avec Cannon à Mexico pour débattre avec Trotsky du « Programme de transition de la Quatrième Internationale », dont Schatchman avait présidé le premier congrès près de Paris.
Par ailleurs engagé dans le mouvement sioniste d'un côté, le syndicalisme de l'autre, il critiqua vivement le New Deal de Franklin D. Roosevelt.

## La rupture avec Trotsky
Avec le début de la Seconde Guerre mondiale, Schatchman et James Burnham rompirent avec Trotsky et James Cannon, refusant de soutenir l'URSS en guerre en raison du pacte Molotov-Ribbentrop et de l'invasion de la Finlande. En avril 1940, ils furent exclus du SWP avec 40 % de ses membres et la majorité des membres de l'organisation de jeunesse. Il fonda alors le Workers Party (en) (WP, Parti des travailleurs).
Continuant à publier The New International, Schatchman refusait de considérer l'URSS comme un « État ouvrier dégénéré », selon la terminologie trotskyste, déclarant au contraire qu'il avait fait la preuve de son impérialisme et que la bureaucratie était devenue une nouvelle classe dirigeante. Théorisant l'URSS comme régime « collectivisme bureaucratique », il débat au sein de son parti avec la Tendance Johnson-Forest, qui deviendra proche de la revue Socialisme ou barbarie, et définissait l'URSS comme « capitalisme d'État ». Distinction théorique subtile qui finit cependant par s'aggraver en conflit ouvert, puisque celle-là finit par rompre avec Schatchman pour rejoindre à nouveau le SWP en 1947.
Schatchman défendit sa définition du « collectivisme bureaucratique » lors de son débat célèbre avec le communiste américain Earl Browder. En 1942, le SWP publia un recueil d'articles de Trotsky concernant cette polémique, Défense du marxisme.
Le Parti des travailleurs s'impliqua dans le mouvement syndical, jouant un rôle central dans la lutte au sein de l'United Auto Workers (UAW) contre la promesse de ne pas faire grève dans un souci d'« union patriotique ».
Après la guerre, le Parti fut renommé, en 1949, Ligue socialiste indépendante, et attira quelques intellectuels, tandis que Schatchman continuait à être en liaison avec la veuve de Trotsky, Natalia Sedova, qui soutenait ses positions.
Obtenant des positions de cadres au sein de l'UAW, la Ligue socialiste indépendante abandonna tout projet de réconciliation avec la Quatrième Internationale après l'échec d'une tentative de ré-unification avec le Socialist Workers Party en 1947-48.
La Ligue se dissout en 1958 afin de permettre à ses membres de rejoindre le Parti socialiste (SP). Schatchman et ses partisans participèrent alors à l'éclosion de la New Left, Max devenant un ami proche du militant des droits civiques Bayard Rustin. Au sein du Parti socialiste, il préconisait un soutien critique au Parti démocrate afin de le pousser à prendre des positions davantage à gauche.

## L'évolution à droite
Schatchman évolua progressivement à droite. En 1961, son camarade Hal Draper le critiqua pour son soutien à l'invasion de la Baie des Cochons, échec marquant des tentatives du gouvernement américain pour faire tomber Castro. Par ailleurs, Schatchman rompit avec la Nouvelle gauche en refusant d'appeler au retrait des États-Unis du Viêt Nam, soutenant les faucons réunis autour du président de l'AFL-CIO George Meany. Sa déclaration de 1970 sur le Viêt Nam acheva la rupture avec ses derniers sympathisants, dont Michael Harrington.
Lors de la campagne présidentielle de 1972, Schatchman soutint la candidature à la primaire démocrate de Henry M. Jackson, l'un des rares à refuser d'annoncer le retrait des États-Unis du Viêt Nam. Lorsque ce fut George Wallace, candidat pro-ségrégationniste, qui fut choisi, Schatchman refusa toutefois de le soutenir.
Après la Convention de 1972 du Parti socialiste, les partisans de Schatchman réussirent à prendre le contrôle de l'organisation, ce qui provoqua un certain nombre de scissions. Schatchman mourut en novembre 1972, et l'année suivante ses partisans réorganisèrent le Parti socialiste en créant les Sociaux-démocrates, USA (Social democrats USA, SDUSA).